# Raoul Le Mat
Raoul Le Mat, född 3 september 1875 i Paris, Frankrike, död 15 februari 1947 i Panama City, Panama, var en amerikansk filmregissör som introducerade ishockey i Sverige.

## Biografi
Tillsammans med Ernest Viberg och Thomas Cahill introducerade Le Mat ishockeyn i Sverige. Han var lagledare för herrlandslaget i ishockey i dess första internationella mästerskap i de Olympiska sommarspelen 1920 i Antwerpen, Belgien. Han var också en av de drivande krafterna bakom grundandet av Svenska ishockeyförbundet. Under det första svenska mästerskapet i ishockey 1922, var Raoul Le Mat domare.
Le Mat ägde ett produktions- och distributionsbolag inom filmindustrin som var knutet till Metro-Goldwyn-Mayer. Han drev även biografen Piccadilly, Birger Jarlsgatan 16 i Stockholm, bion var den första i Sverige att i  februari 1926 visa ljudfilm, under namnet Phonofilm. Raoul Le Mat regisserade en kortfilm om Selma Lagerlöf, Ett besök hos Selma Lagerlöf, från 1926. Filmen restaurerades av Filmarkivet vid Svenska Filminstitutet 1992.

## Meriter
- Invald i svenska ishockeyns Hall of Fame som nummer 12 [1]
- Instruktör och tränare för Sveriges herrlandslag i ishockey i OS 1920[1]
- Domare i OS 1920 och EM 1921[1]
- Med i den Svenska Ishockeykommittén inför EM 1921[1]
- Med i träningskommittén inför EM 1921[1]
- Domare i de första internationella ishockeymatcherna på svensk mark 1921[1]
- Med i svenska ishockeyförbundets verkställande utskott 1922/1923[1]
- Domare i den första ishockeymatchen mellan två svenska lag (IK Göta-IFK Stockholm)[1]
- Domare i den första SM-finalen mellan IK Göta-Hammarby IF 1922[1]
- Ledamot i Svenska Ishockeyförbundet 1922/1923[1]
- Instiftade Le Mat pokalen 1926 till segraren i SM[1]
- Domare i den första svenska inomhusmatchen i Lindarängens ispalats, 1931[1]